# Novákovice
Novákovice jsou malá vesnice, část obce Lomec v okrese Klatovy v Plzeňském kraji. Nachází se asi jeden kilometr severozápadně od Lomce. Je zde evidováno 21 adres. V roce 2011 zde trvale žilo 49 obyvatel.
Novákovice jsou také název katastrálního území o rozloze 1,58 km².

## Historie
První písemná zmínka o vesnici pochází z roku 1287.

## Přírodní poměry
Západně od vesnice leží přírodní rezervace Luňáky.

## Obyvatelstvo
| Rok            | 1869 | 1880 | 1890 | 1900 | 1910 | 1921 | 1930 | 1950 | 1961 | 1970 | 1980 | 1991 | 2001 | 2011 | 2021 |
| -------------- | ---- | ---- | ---- | ---- | ---- | ---- | ---- | ---- | ---- | ---- | ---- | ---- | ---- | ---- | ---- |
| Počet obyvatel | 127  | 139  | 141  | 107  | 115  | 122  | 103  | 80   | 62   | 42   | 27   | 33   | 41   | 49   | 46   |
| Počet domů     | 20   | 21   | 21   | 21   | 21   | 21   | 22   | 22   | 22   | 15   | 11   | 15   | 17   | 19   | 21   |

## Obecní správa
Při sčítání lidu v letech 1850–1975 Novákovice byly samostatnou obcí v okrese Klatovy. Od 1. července 1975 do 31. prosince 1975 byly částí obce Dolní Lhota v okrese Klatovy. Od 1. ledna 1976 do 31. prosince 1979 byly částí obce Týnec v okrese Klatovy. Od 1. ledna 1980 do 31. prosince 1991 byly částí města Janovice nad Úhlavou v okrese Klatovy. Od 1. ledna 1992 jsou částí obce Lomec v okrese Klatovy.

## Galerie

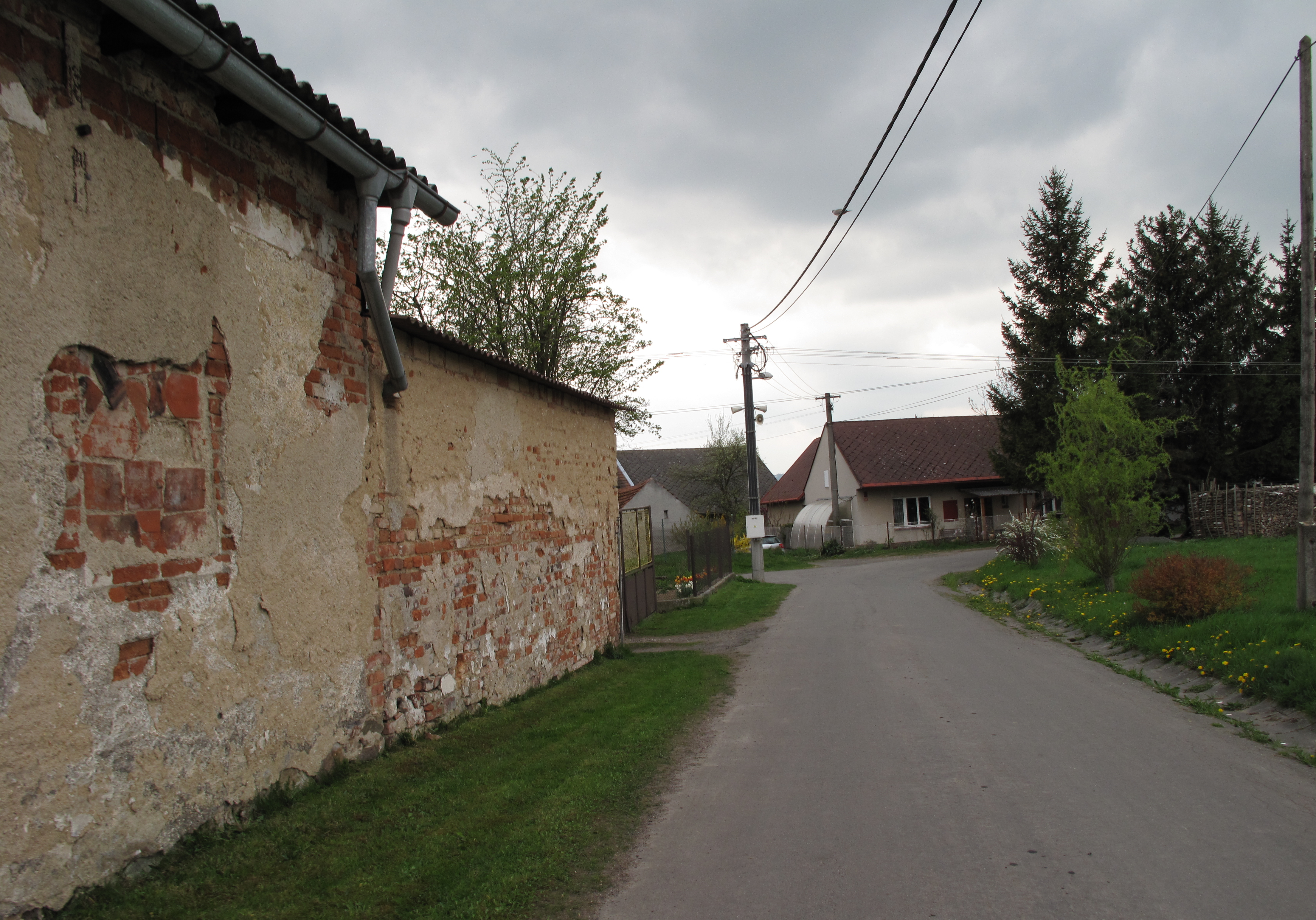
Cesta vedoucí obcí
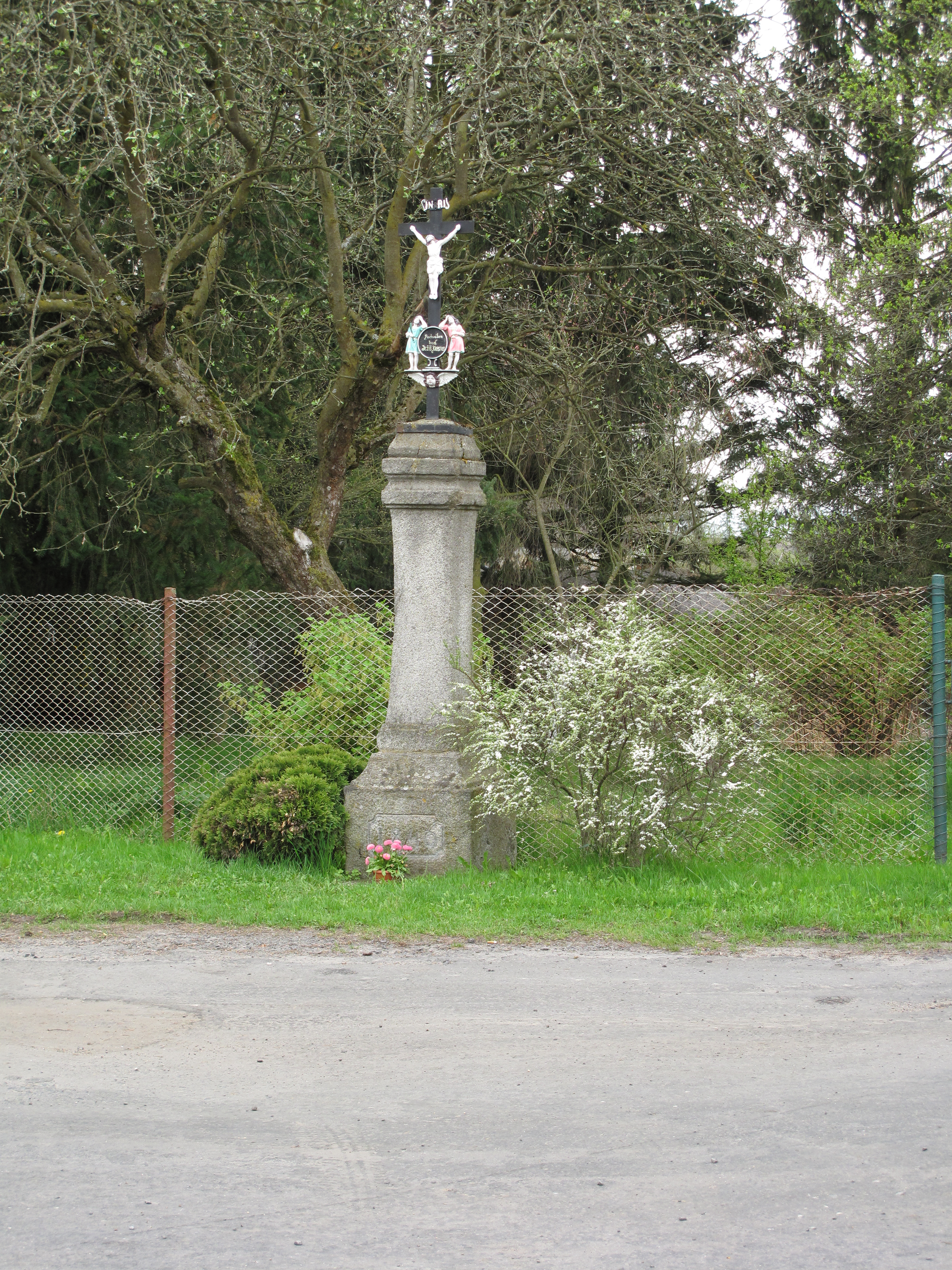
Boží muka
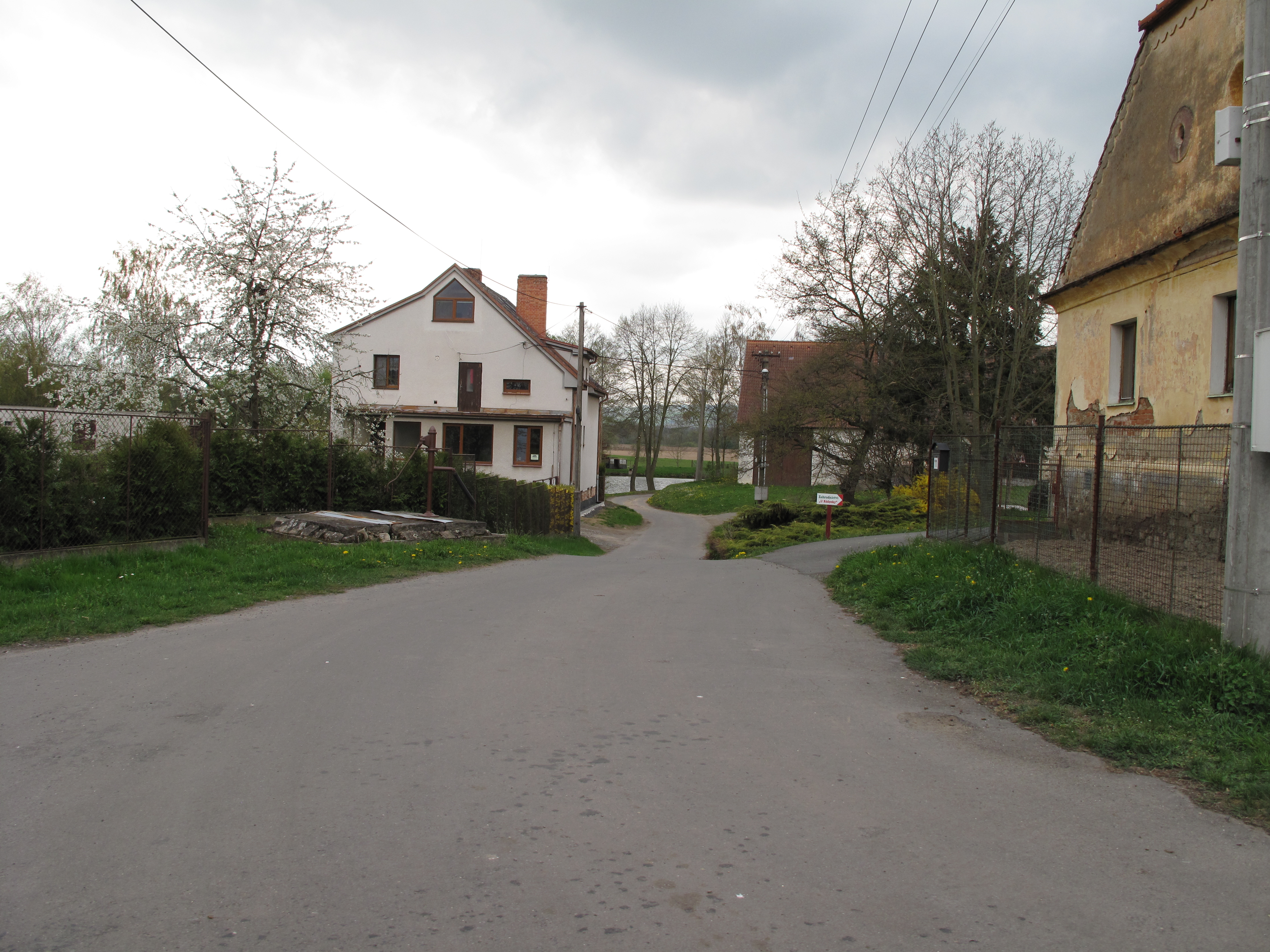
Domy v obci